# Courcouronnes
Courcouronnes korábbi község (település)  Franciaországban, Essonne megyében. 
2019. január 1-jén Évry községgel egyesült és delegált községként Évry-Courcouronnes új község része lett. Lakosainak száma 13 490 fő (2018. január 1.). Courcouronnes Ris-Orangis, Lisses, Bondoufle és Évry községekkel határos.

## Népesség
A település népességének változása:
| Lakosok száma | 13 466 | 13 344 | 13 606 | 13 490 | 13 490 |
|               | 2013   | 2015   | 2016   | 2017   | 2018   |